# Léon Boëllmann

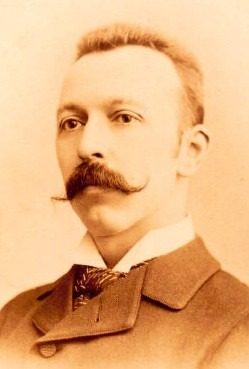
Léon Boëllmann

Léon Boëllmann (* 25. September 1862 in Ensisheim (Département Haut-Rhin); † 11. Oktober 1897 in Paris) war ein französischer Organist und Komponist.

## Leben
Léon Boëllmann zeigte bereits im Kindesalter eine außergewöhnliche musikalische Begabung und wurde 1875 in die École Niedermeyer in Paris aufgenommen. Seine Lehrer dort waren unter anderem Eugène Gigout und Gustave Lefèvre. Er erhielt in allen Fächern hervorragende Benotungen und schließlich ein Diplom als Organist und Kantor, was ihm seine erste Anstellung als Organist der Chororgel in Saint-Vincent-de-Paul in Paris (1881) eintrug.
Sechs Jahre später wurde er zum Kantor und Titularorganist der Hauptorgel von Saint-Vincent-de-Paul bestellt. Diese war ein preisgekröntes Instrument des Pariser Orgelbauers Aristide Cavaillé-Coll von 1855. Nach dem Tod der Eltern wurde sein Onkel und Lehrer Eugène Gigout sein Adoptivvater. Diesem stand er in den folgenden Jahren in seiner neu gegründeten Schule für Orgel, Improvisation und gregorianischen Choral hilfreich zur Seite. Boëllmann schrieb unter einem Pseudonym für die Zeitschrift Art Musical. Als Pianist und Organist war er nicht nur in Frankreich, sondern auch im restlichen Europa zu hören.
1885 heiratete er Louise Lefèvre, die Nichte von Eugène Gigout. Das Paar bekam drei Kinder. Leon Boëllmann wurde 35 Jahre alt. Er starb 1897 in Paris nach einer Lungenerkrankung, wahrscheinlich führte die Tuberkulose zu seinem Tod. Seine Frau kam nicht darüber hinweg, sie starb ein Jahr später. Gigout nahm sich der drei Waisenkinder an und zog sie auf.

## Werk
Boëllmann schuf 160 Kompositionen. Sie umfassen Werke für Orgel, Harmonium und Klavier, sowie symphonische Musik, Kammermusik, Lieder, Chorwerke und eine Oper. Die Orgelwerke sind im spätromantischen Stil von César Franck und Camille Saint-Saëns komponiert. Von 1882 bis 1884 wurden seine Kompositionen mit mehreren Preisen ausgezeichnet.
Sein bekanntestes Werk ist die Suite Gothique op. 25. Boëllmann legte das Werk als Hymne und Retrospektive an. Die Suite Gothique entstand zwei Jahre vor seinem Tod zur Einweihung der neuen Orgel in der Kathedrale Notre-Dame (Dijon). Die darin enthaltene Toccata gehört zum Repertoire vieler Orgelvirtuosen. Sie ist eine der populärsten und meistgespielten Toccaten überhaupt. Durch entsprechende Registrierung und Phrasierung des Organisten sind wirkungsvolle und verschiedenartige Interpretationen möglich. Die Toccata beginnt zunächst etwas zurückhaltend mit zwei rhythmischen Motiven, eines davon im Bass. Unter Benutzung der vollen Klangmöglichkeiten der romantischen Orgel erobert der Klang im Verlauf immer mehr den Raum, die Toccata endet in einem furiosen Finale.
Die Heures Mystiques op. 29-30 entstanden aus Boëllmanns Skizzenbüchlein, die ihn auf Reisen in seine Heimat, nach Italien, Schweiz, Niederlande und Belgien begleitet haben. Im Jahre 1896 brachte Boëllmann die Heures Mystiques heraus, wobei die Stücke in erster Linie für das Harmonium gedacht sind, aber auch an der Orgel ihren Platz haben. Die Kompositionen zeichnen sich durch ihre elegante Stimmführung und Poesie aus. Sie enthalten Titel wie Entrée, Offertoire, Elevation, Communion, Sortie oder Verset.

### Werkliste (unvollständig)
| Opus | Jahr | Stück | Besetzung                         | Anmerkungen |
| ---- | ---- | --- | --------------------------------- | ----------- |
| 6    | 1887 | Suite pour Cello et Piano 1. Impromptu 2. Nocturne 3. Sérénade 4. Romance | Cello und Klavier                 |             |
| 8    | 1884 | Valse No.1 g-Moll | Klavier                           |             |
| 10   | 1887 | Piano-Quartett (f-Moll) 1. Allegro un poco moderato 2. Scherzo. Presto 3. Andante 4. Finale | Violine, Viola, Cello und Klavier |             |
| 12   | 1889 | Six Mélodies 1. Hymne 2. Chanson Mauresque 3. L'Étoile 4. Sérénade 5. Marguerite des Bois 6. La Rime et l'Epée | Gesang und Klavier                |             |
| 14   | 1891 | Valse No.2 B-Dur | Klavier                           |             |
| 16   | 1891 | 12 Pièces 1. Prélude e-Moll 2. Fugue e-Moll 3. Marche Religieuse F-Dur 4. Intermezzo E-Dur 5. Carillon D-Dur 6. Choral A-Dur 7. Élégie b-Moll 8. Premier verset de Procession sur l'Adoro Devote F-Dur 9. Deuxième verset de Procession sur l'Adoro Devote F-Dur 10. Canzona dans la Tonalité Grégorienne 11. Adiagetto As-Dur 12. Paraphrase sur un Laudate Dominum G-Dur | Orgel                             |             |
| 19   | 1892 | Piano-Trio 1. Introduction, Allegro et Andante 2. Scherzo et Finale | Violine, Cello und Klavier        |             |
| 20   | 1892 | Valse-Carillon (Des-Dur) | Klavier                           |             |
| 22   | 1892 | Veni creator | Chor, Soli und Orchester          |             |
| 23   | 1893 | Variations symphoniques | Cello und Orchester               |             |
| 25   | 1895 | Suite Gothique 1. Introduction-Choral 2. Menuet Gothique 3. Prière à Notre Dame 4. Toccata | Orgel                             |             |
| 27   | 1896 | Suite No.2 1. Prélude Pastoral 2. Allegretto Con Moto 3. Andantino 4. Final-Marche | Orgel                             |             |
| 28   | 1895 | Improvisations - 10 Pièces brèves 1. Moderato G-Dur 2. Andantino D-Dur 3. Allegretto B-Dur 4. Molto vivo Ges-Dur 5. Lento D-Dur 6. Presto g-Moll 7. Tempo di Minuetto Es-Dur 8. Andantino As-Dur 9. Allegro molto F-Dur 10. Moderato g-Moll | Klavier                           |             |
| 29   | 1896 | Heures mystiques (Band 1): 1. Messe I (op.29/1): 1. Entrée C-Dur 2. Offeroire G-Dur 3. Élévation Es-Dur 4. Communion Es-Dur 5. Sortie F-Dur 6. Verset C-Dur 2. Messe II („Messe Noire“) (op.29/2): 1. Entrée funèbre c-Moll 2. Offeroire C-Dur 3. Élévation G-Dur 4. Communion (Canon à l'octave) H-Dur 5. Sortie in fis-Moll 6. Verset C-Dur 3. Messe III (op.29/3): 1. Entrée D-Dur 2. Offeroire F-Dur 3. Élévation C-Dur 4. Communion E-Dur 5. Sortie D-Dur 6. Verset c-Moll 4. Messe IV (op.29/4): 1. Entrée Es-Dur 2. Offeroire Des-Dur 3. Élévation F-Dur 4. Communion A-Dur 5. Sortie (Toccatina) d-Moll 6. Verset (Minuetto) cis-Moll 5. Messe V (op.29/5): 1. Entrée e-Moll 2. Offeroire d-Moll 3. Élévation As-Dur 4. Communion C-Dur 5. Sortie B-Dur 6. Verset Des-Dur 6. 22 weitere Versets: 1. Verset D-Dur (op.29/6) 2. Verset d-Moll (op.29/7) 3. Verset Es-Dur (op.29/8) 4. Verset E-Dur (op.29/9) 5. Verset E-Dur (op.29/10) 6. Verset e-Moll (op.29/11) 7. Verset F-Dur (op.29/12) 8. Verset F-Dur (op.29/13) 9. Verset f-Moll (op.29/14) 10. Verset fis-Moll (op.29/15) 11. Verset G-Dur (op.29/16) 12. Verset G-Dur (op.29/17) 13. Verset g-Moll (op.29/18) 14. Verset A-Dur (op.29/19) 15. Verset a-Moll (op.29/20) 16. Verset a-Moll (op.29/21) 17. Verset As-Dur (op.29/22) 18. Verset B-Dur (op.29/23) 19. Verset B-Dur (op.29/24) 20. Verset b-Moll (op.29/25) 21. Verset h-Moll (op.29/26) 22. Verset H-Dur (op.29/27) | Orgel                             |             |
| 30   | 1896 | Heures mystiques (Band 2): 1. Messe VI (op.30/1): 1. Entrée F-Dur 2. Offeroire As-Dur 3. Élévation E-Dur 4. Communion E-Dur 5. Sortie f-Moll 6. Verset C-Dur 2. Messe VII (op.30/2): 1. Entrée A-Dur 2. Offeroire C-Dur 3. Élévation fis-Moll 4. Verset c-Moll 5. Communion Des-Dur 6. Sortie G-Dur 3. Messe VIII (op.30/3): 1. Entrée As-Dur 2. Offeroire H-Dur 3. Élévation d-Moll 4. Communion E-Dur 5. Sortie C-Dur 6. Verset cis-Moll 4. Messe IX (op.30/4): 1. Entrée (Carillon) B-Dur 2. Offeroire G-Dur 3. Élévation B-Dur 4. Communion c-Moll 5. Sortie funèbre e-Moll 6. Verset Des-Dur 5. Messe X (op.30/5): 1. Entrée H-Dur 2. Offeroire Es-Dur 3. Élévation D-Dur 4. Communion B-Dur 5. Sortie C-Dur 6. Verset D-Dur 6. 18 weitere Versets: 1. Verset D-Dur (op.30/6) 2. Verset d-Moll (op.30/7) 3. Verset Es-Dur (op.30/8) 4. Verset E-Dur (op.30/9) 5. Verset e-Moll (op.30/10) 6. Verset F-Dur (op.30/11) 7. Verset f-Moll (op.30/12) 8. Verset fis-Moll (op.30/13) 9. Verset G-Dur (op.30/14) 10. Verset g-Moll (op.30/15) 11. Verset A-Dur (op.30/16) 12. Verset A-Dur (op.30/17) 13. Verset a-Moll (op.30/18) 14. Verset As-Dur (op.30/19) 15. Verset B-Dur (op.30/20) 16. Verset b-Moll (op.30/21) 17. Verset h-Moll (op.30/22) 18. Verset H-Dur (op.30/23) | Orgel                             |             |
|      | 1895 | Prélude et Fugue (fis-Moll) 1. Prélude 2. Fugue | Klavier                           |             |
| 31   | 1896 | 2 Pièces 1. Valse lente E-Dur 2. Menuet g-Moll | Cello und Klavier                 |             |
| 35   | 1896 | Fantaisie dialoguée | Orgel und Orchester               |             |
| 36   | 1896 | Nocturne | Klavier                           |             |
| 37   | 1896 | Ronde française | Klavier                           |             |
| 38   | 1897 | Sur la mer | Klavier                           |             |
| 40   | 1897 | Cello Sonata 1. Maestoso - Allegro con fuoco 2. Andante 3. Allegro molto | Cello und Klavier                 |             |